# Typhlamphiascus lutincola
Typhlamphiascus lutincola är en kräftdjursart som beskrevs av Soyer 1963. Typhlamphiascus lutincola ingår i släktet Typhlamphiascus och familjen Diosaccidae. Inga underarter finns listade i Catalogue of Life.